# Anikó Bíró
Anikó Bíró (Budapest, 26 dicembre 1965) è un'ex cestista ungherese.

## Carriera
Con l'Ungheria ha disputato i Campionati europei del 1991, vincendo la medaglia di bronzo.